# DeepL
DeepL (z angl. deep learning) je služba strojového překladu založená na umělých neuronových sítích, která byla spuštěna v srpnu 2017. Překládací systém byl nejprve vyvinut v rámci společnosti Linguee pod vedením Jaroslawa Kutylowskiho, který se později stal výkonným ředitelem DeepL SE se sídlem v Kolíně nad Rýnem. Zpočátku nabízel překlady mezi sedmi evropskými jazyky, v současné době byl rozšířen na podporu 32 jazyků (včetně jejich regionálních variant).

## Vývoj
DeepL byl oficiálně spuštěn roku 2017, přičemž samotný vývoj začal již o 10 let dříve. V roce 2009 založil Gereon Frahling vícejazyčný slovník Linguee, který se specializoval na poskytování překladů slov a frází z anglického do německého, francouzského, španělského a portugalského jazyka. Mezi lety 2012 až 2017 byl technickým ředitelem Jaroslaw Kutylowski. Ten, ve snaze vylepšit proces překladů, začal s výzkumnými pracovníky používat neuronové sítě, které trénovali na rozsáhlém souboru dat, jehož kultivaci se věnovali už deset let. V roce 2017 pak oznámili spuštění online strojového překladače s názvem DeepL. Ten na jeho začátku nabízel překlady mezi angličtinou, němčinou, francouzštinou, španělštinou, italštinou, polštinou a nizozemštinou. V roce 2018 rozšířili svou službu o placenou verzi DeepL Pro a mezi svou nabídku jazyků přidali taky ruštinu a portugalštinu. V roce 2019 vydali překladatelský software pro Microsoft Windows a macOS. Dále následovalo rozšíření podpory dalších jazyků. V roce 2020 byla přidána japonština a čínština, následující rok dalších 13 jazyků včetně češtiny. V roce 2022 přibyla indonéština, turečtina a ukrajinština. V lednu roku 2023 dosáhla společnost hodnoty jedné miliardy eur, čímž se stala nejhodnotnější startupovou společností v Kolíně nad Rýnem. Také byla implementována i podpora norštiny a korejštiny. V lednu roku 2024 byl jazykový obsah rozšířen o arabštinu.

## Služba

### DeepL Translate
První službou DeepL je překladač, který byl spuštěn pro veřejnost v srpnu roku 2017. V současné době pracuje se 32 jazyky a jazykovými variantami, mezi kterými zprostředkovává překlad. Ten se spouští okamžitě, jakmile uživatel zadá text ve zdrojovém jazyce do levého textového pole. V pravém textovém poli se zobrazuje text ve zvoleném výstupním jazyce. Do něj může uživatel zasahovat. Jakmile je něco změněno, služba se snaží adaptovat a vstup i výstup rekonstruovat tak, aby si vzájemně odpovídaly. Zároveň od roku 2021 poskytuje možnost překládat celé soubory PDF, Microsoft Word (.docx) a Powerpoint (.pptx).Bezplatné užívání služby je limitováno 1 500 znaky a třemi přeloženými dokumenty měsíčně.

### DeepL Write
V lednu roku 2023 byl spuštěn nástroj DeepL Write, který má uživatelům pomoci s psaným projevem. Zatím je dostupný v anglickém a německém jazyce. Měl by pomáhat nejen se správnou gramatikou, ale poskytovat i doporučení ohledně formulace vět, volby slov, stylu a vyznění celého textu. Cílem služby je, aby uživatelé mohli psát rovnou v cílovém jazyce bez překladové fáze. K lednu 2024 je služba DeepL Write nabízena pouze v beta verzi na webovém prohlížeči.

### DeepL Pro
Od března roku 2018 poskytuje služba možnost předplatného DeepL Pro. Oproti bezplatné verzi překladače není limitována množstvím znaků, které může uživatel zadat. Také není omezen počet souborů, které lze nahrát. Součástí nabídky jsou i možnosti přizpůsobení rozhraní pro jednotlivce i firmu a příslib maximální ochrany dat.

### Podporované jazyky
Služba podporuje tyto jazyky: 
- arabština[9]
- angličtina (americká i britská)
- bulharština
- čeština
- čínština
- dánština
- estonština
- finština
- francouzština
- idonéština
- italština
- japonština
- korejština
- litevština
- lotyština
- maďarština
- němčina
- nizozemština
- norština
- polština
- portugaština (všechny variace, včetně brazilské)
- rumunština
- ruština
- řečtina
- slovenština
- slovinština
- španělština
- švédština
- turečtina
- ukrajinština

### Ochrana uživatelských dat
Při používání bezplatné verze překladače DeepL je třeba mít na vědomí, že se všechny texty a opravy stávají součástí trénovací množiny pro neuronové sítě. I proto není vhodný pro překlad osobních či nezveřejněných dat. U předplacené verze jsou dokumenty uchovávány po dobu potřebnou k vykonání služeb a nadále se již nepoužívají pro zkvalitnění překladů. Ačkoliv je DeepL Write aktuálně pouze testovanou funkcí, i pro něj platí principy uchovávání dat podle předplatného.

## Funkce

### Metodika překladu
Služba využívá technik umělé inteligence, strojového učení a neuronové sítě. Publikované výzkumy univerzit, výzkumných agentur a konkurenčních společností dokazují, že konvoluční neuronové sítě (CNNs) jsou vhodnější volbou než sítě rekurentní, kterých společnost DeepL využívala dříve. CNN se obecně hodí více pro překlad delších, komplexnějších textů, ale má své slabiny. Ty jsou kompenzovány doplňkovými technikami, z nichž některé jsou veřejně známé. DeepL byl trénován na rozsáhlé databázi webového slovníku. Podle vývojářů má vylepšená struktura neuronových sítí za následek přirozenější znění překladů, své tvrzení podkládají porovnáním svého skóre s ostatními podobnými produkty podle metodiky BLEU. Překlady jsou generovány pomocí superpočítače, který dosahuje rychlosti 5,1 petaflops.

### Porovnání s ostatními službami
Japonská překladatelská společnost Human Science v roce 2020 vyhodnotila přesnost strojového překladu z japonštiny do angličtiny a naopak mezi překladatelskými službami DeepL, Google, Microsoft, Amazon. Texty byly z několika různých oblastí. Z těchto výstupů bylo následně vypočítáno skóre BLEU. Výsledný graf ukázal, že DeepL se jeví jako efektivnější pro překlad z těchto dvou jazyků v IT a lékařství, naopak ty od společnosti Google a Microsoft si vedly lépe např. při překladů smluv. Dalším porovnáním byla souhrnná přesnost překladu mezi japonštinou a angličtinou, ve kterém si DeepL vysloužil skóre s přesností 96 výroků ze 100, poté následoval Google s 89 a Microsoft s 86.
Další studie z roku 2018 srovnává DeepL a Google překladač za pomocí nástroje TQ-AutoTest u jazykového páru němčina – angličtina. Tu analyzovala skupina výzkumných pracovníků z Deutsches Forschungszentrum für Künstliche Intelligenz (Německé výzkumné centrum pro umělou inteligenci). Ti potvrdili, že DeepL si vede v tomto testu o něco lépe než Google překladač. Zároveň zjistili, že DeepL produkuje více přirozenějších a plynulejších výstupů.
Akademici také porovnávali strojový překlad mezi překladači DeepL, Google, Microsoft a překlady rodilých mluvčích na bázi pěti měřítek: všeobecnost, flexibilita, prezentace, jednoduchost a spolehlivost. Pro studii byly zvoleny texty v portugalštině, španělštině, japonštině, čínštině a francouzštině. Poté analyzovali, zda je potřeba dělat drobné či kritické úpravy v překladech, potřebu přidání nebo odebrání slov a časovou náročnost úprav. Výsledné skóre ukázalo, že DeepL v těchto úlohách obecně překonával Google a Microsoft. Nejvýraznějšího výkonu dosáhl u překladu čínského právního textu, zatímco konkurenční překladače fungovaly lépe v případě románských jazyků.